# Nederländernas Grand Prix 1979

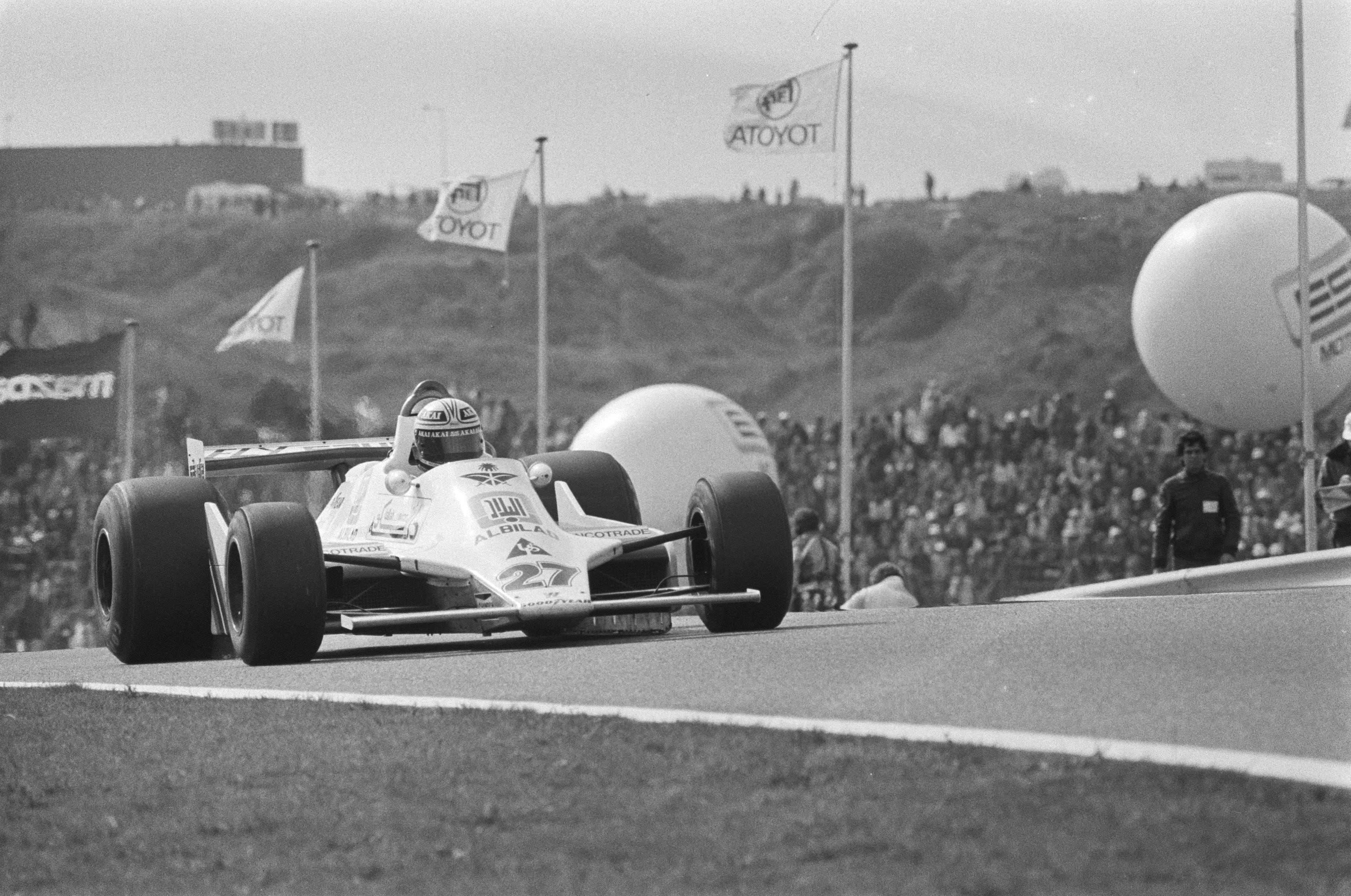
Segrande Alan Jones i sin Williams

Nederländernas Grand Prix 1979 var det tolfte av 15 lopp ingående i formel 1-VM 1979.  

## Rapport
René Arnoux i Renault, som startade från pole position, kolliderade med Clay Regazzoni i Williams, som startade från andra ledet, redan på det första varvet. Alan Jones, även han i Williams, som startade från den andra rutan, tog därmed ledningen i loppet. 
Han jagades intensivt av Gilles Villeneuve i Ferrari som tillsammans med sin stallkamrat Jody Scheckter hade startat från tredje raden. Scheckter fick en fruktansvärd start efter att ha överhettat sin koppling före start och blev omkörd av så gott som hela fältet. 
På elfte varvet körde Villeneuve om Jones och övertog ledningen samt noterade det snabbaste varvet flera gånger om. Villeneuve tappade dock ledningen efter att han snurrat av våldsamt. Avåkningen orsakade en långsam punktering på ett däck som i kombination med överhettning gjorde att det senare exploderade, varvid han snurrade av banan ytterligare en gång. Villeneuve valde att köra tillbaka till depån på tre hjul, vilket förstörde hans bil än mer.
Jones vann loppet, vilket var hans tredje seger i följd och Williams fjärde seger. Scheckter arbetade sig upp till andra plats medan Jacques Laffite i Ligier något turligt tog den tredje pallplatsen. På fjärde plats, ett varv efter, kom Nelson Piquet i Brabham, vilket var hans första mästerskapspoäng.

## Resultat
1. Alan Jones, Williams-Ford, 9 poäng
2. Jody Scheckter, Ferrari, 6
3. Jacques Laffite, Ligier-Ford, 4
4. Nelson Piquet, Brabham-Alfa Romeo, 3
5. Jacky Ickx, Ligier-Ford, 2
6. Jochen Mass, Arrows-Ford, 1
7. Hector Rebaque, Rebaque (Lotus-Ford)

### Förare som bröt loppet
- Didier Pironi, Tyrrell-Ford (varv 51, upphängning)
- Gilles Villeneuve, Ferrari (49, däck)
- Elio de Angelis, Shadow-Ford (40, transmission)
- Keke Rosberg, Wolf-Ford (33, motor)
- Jean-Pierre Jabouille, Renault (26, koppling)
- John Watson, McLaren-Ford (22, motor)
- Jean-Pierre Jarier, Tyrrell-Ford (20, snurrade av)
- Hans-Joachim Stuck, ATS-Ford (19, transmission)
- Jan Lammers, Shadow-Ford (12, växellåda)
- Mario Andretti, Lotus-Ford (9, upphängning)
- Riccardo Patrese, Arrows-Ford (7, bromsar)
- Patrick Tambay, McLaren-Ford (6, motor)
- Niki Lauda, Brabham-Alfa Romeo (4, drog sig tillbaka)
- Emerson Fittipaldi, Fittipaldi-Ford (2, elsystem)
- Carlos Reutemann, Lotus-Ford (1, upphängning)
- René Arnoux, Renault (1, upphängning)
- Clay Regazzoni, Williams-Ford (0, olycka)

### Förare som ej kvalificerade sig
- Patrick Gaillard, Ensign-Ford
- Arturo Merzario, Merzario-Ford

## VM-ställning
| Förarmästerskapet 1. Jody Scheckter, Ferrari, 44 2. Jacques Laffite, Ligier-Ford, 36 3. Alan Jones, Williams-Ford, 34 | Konstruktörsmästerskapet 1. Ferrari, 80 2. Ligier-Ford, 61 3. Williams-Ford, 58 |